# Ardley United F.C.
Ardley United F.C. là một câu lạc bộ bóng đá đến từ Ardley, gần Bicester ở Oxfordshire, Anh. Hiện tại đội bóng đang thi đấu ở Hellenic Football League Premier Division.

## Lịch sử
Thành lập năm 1945, Ardley trải qua phần lớn những năm đầu ở các giải địa phương, chủ yếu ở sự kiện mùa giải và cup của Lord Jersey FA. Họ lên hạng năm 1988, thi đấu ở Oxfordshire Senior League và vô địch Division One ngay mùa giải đầu tiên, thăng hạng Premier Division. Trong hai mùa giải, họ cũng vô địch luôn hạng đấu. Đội bóng ở lại Oxfordshire thêm hai mùa giải, đến năm 1993 họ gia nhập Hellenic League.
Kể từ khi gia nhập Hellenic League, đội bóng vô địch Division One Championship hai lần và là á quân cũng hai lần nữa, đến khi được quyền thăng hạng Premier Division năm 2003. Bản chất sân vận động của câu lạc bộ đã không giúp đội bóng lên hạng từ nhiều năm trước. Sau khi nâng cấp cơ sở vật chất đủ để nhận được danh hiệu "Sân vận động cải tiến nhiều nhất" từ The Non-League Paper năm 2005, sân cũng được chấp thuận để lần đầu tiên tổ chức FA Vase. Năm 2008 đội bóng bổ nhiệm cựu huấn luyện viên của Banbury United Kevin Brock (cũng là cựu của Oxford United và Newcastle United) làm huấn luyện viên mới. Tháng 9 năm 2012, Ollie Stanbridge gia nhập câu lạc bộ, (cựu cầu thủ Bumbury United), đem theo ông (được trích từ website câu lạc bộ) "một sự hài hước kì dị vào phòng thay đồ!"

## Sân vận động
Ardley United chơi trên sân nhà The Playing Fields, Oxford Road, Ardley, Oxfordshire, OX27 7NZ.

## Danh hiệu

### Danh hiệu cấp Mùa giải
- Hellenic Football League Division One
  - Vô địch (2): 1996–97, 1997–98
- Banbury District and Lord Jersey FA Division One
  - Vô địch (1): 1984–85

### Các danh hiệu khác
- Edinburgh Fringe Rising Comedic Star
  - Vô địch - Ollie Stanbridge: 2013-14

### Danh hiệu Cup
- Hellenic Football League Challenge Cup
  - Vô địch (2): 2009–10, 2013–14
  - Á quân (1): 2010–11
- Hellenic Football League Division One Cup
  - Vô địch (4): 1994–95, 1995–96, 1996–97, 1997–98
- Hellenic Football League Floodlit Cup[1]
  - Vô địch (1): 2012-13
- Banbury District and Lord Jersey FA Cup
  - Vô địch (3): 1951–52, 1969–70, 1987–88
- Oxfordshire Intermediate Cup
  - Vô địch (1): 1971–72
- Oxfordshire Senior Cup
  - Vô địch (1): 2013–14

## Thành tích tốt nhất ở các giải đấu thuộc hệ thống FA
- FA Cup: Vòng loại 2 – 2005–06
- FA Vase: Vòng 2 – 2007-08